# Kjøbenhavns Handelsbank
Kjøbenhavns Handelsbank A/S eller blot Handelsbanken blev stiftet i 1873 af grosserer D.B. Adler. Adler havde været medstifter af Privatbanken, som han forlod i 1866. 
I 1873 åbnede Aktieselskabet Kjøbenhavns Handelsbank i lejede lokaler, og i 1889 flyttede hovedsædet til Erichsens Palæ på Kongens Nytorv i København.
Banken fik en hurtig vækst og var gennem mange år - sammen med Landmandsbanken og Privatbanken - blandt de tre største danske banker. I modsætning til Landmandsbanken og Privatbanken kom Handelsbanken gennem Finanskrisen 1921-1929 uden offentlig støtte eller behov for rekonstruktion. I september-oktober 1931 ramtes Handelsbanken af store udtræk i forbindelse med rygter om, at banken var insolvent efter tab på Det Almindelige Handelskompagni og Det Sibiriske Kompagni. Nationalbanken stillede en garanti for bankens forpligtelser. En gennemgang foretaget af bankinspektøren viste, at banken var solvent.

## Filialer
I 1876 fik banken sin første filial i provinsen ved at overtage Jydsk Handels- og Landbrugsbank i Aarhus. Filialen blev i mange år drevet videre under dette navn. Den næste filial i Jylland kom i den nyopførte Sct. Clemens Gaard på Rådhustorvet i Randers.
En filialoversigt fra 1920 viser, at der også var kommet filialer i Esbjerg, Horsens, Viborg, Odense og Rønne. Banken satsede desuden på en tæt dækning af det genvundne Sønderjylland med filialer i Aabenraa, Gråsten, Haderslev, Sønderborg, Toftlund og Tønder. Foruden hovedkontoret på Holmens Kanal 2 havde banken tre afdelinger i København: Gammeltorv 4, Sølvgade 84 og Store Kongensgade 58.
- Jydsk Handels- og Landbrugsbanks bygning fra 1900 på Lille Torv 6 i Aarhus
- Jydsk Handels- og Landbrugsbanks bygning fra 1944 på Rådhuspladsen 3 i Aarhus
- Filialen på Rådhustorvet i Randers

## Den store fusion
I 1990 fusionerede Handelsbanken, Den Danske Bank og Provinsbanken under navnet Den Danske Bank. Handelsbankens logo var i brug i den fusionerede bank indtil år 2000, ligesom datterselskabet HandelsFinans beholdt sit navn.

## Direktion
Denne liste er ufuldstændig; hjælp gerne med at udfylde den.
- 1873-1888: A.E. Reimann
- 1873-1888: W.C.E. Sponneck
- 1873-1897: Martin Levy
- 1888-1918: P.N. Damm
- 1889-1912: Gerhard Døcker
- 1905-1932: Einar Damm (underdirektør 1904)
- 1932-1934: P.V. Storm (underdirektør 1929)[3]
- 1932-1952: Ernst von Kauffmann (underdirektør 1932)
- 1932-1960: Olaf Hedegaard (underdirektør 1931)[4]
- 1962-1976: C. B. Andersen (ordførende 1974)
- 1967-1989: Bendt Hansen (ordførende direktør 1976)
- 1987-1989: Hans Ejvind Hansen (ordførende direktør 1989)